# NGC 3246
NGC 3246 је спирална галаксија у сазвежђу Секстант која се налази на NGC листи објеката дубоког неба.
Деклинација објекта је + 3° 51' 45" а ректасцензија 10h 26m 41,9s. Привидна величина (магнитуда) објекта NGC 3246 износи 12,9 а фотографска магнитуда 13,5. Налази се на удаљености од 31,9000 милиона парсека од Сунца. NGC 3246 је још познат и под ознакама UGC 5661, MCG 1-27-9, CGCG 37-37, IRAS 10240+0407, PGC 30684.